# 张克健
张克健（1920年—2018年11月23日），男，安徽全椒人，中华人民共和国水利工程师、政治人物，浙江省政协原副主席，中国农工民主党中央委员会原常务委员、浙江省委员会原主任委员。